# Давыдов, Виктор Фёдорович
Виктор Федорович Давыдов (6 сентября 1949, Челябинск — 19 июня 2005, Челябинск) — российский государственный деятель, председатель Законодательного Собрания Челябинской области (1994—2005), член Совета Федерации от Челябинской области, секретарь политсовета Челябинского регионального отделения партии «Единая Россия». Кавалер Ордена Почёта.

## Биография
В 1974 году окончил Челябинский политехнический институт, получил диплом инженера-металлурга.
На Симском механическом заводе за 20 лет работы прошёл путь от мастера до заместителя генерального директора. В 1987 году трудовым коллективом избран генеральным директором Симского агрегатного ПО «Минавиапром».
В 1991 году окончил Академию народного хозяйства при Совете Министров СССР.
Впервые избран депутатом Челябинской областной думы в 1994 году, занимал должность заместителя председателя. В 1995 году избран председателем думы второго созыва, а через некоторое время Челябинская областная Дума была переименована в Законодательное Собрание Челябинской области. С 1996 по 2001 был членом Совета Федерации от Челябинской области, являлся членом комитета по вопросам социальной политики.
В 1999 году был избран в Госдуму, но отказался от мандата.
В декабре 2000 года был избран председателем Законодательного Собрания Челябинской области третьего созыва.
В 2003 году возглавил фракцию «Единая Россия» в Законодательном Собрании Челябинской области.
В 2004 году был избран секретарём политсовета Челябинского регионального отделения партии «Единая Россия».
19 июня 2005 года в возрасте 55 лет скоропостижно скончался от сердечного приступа. Прощание прошло 22 июня 2005 года в Челябинске.

## Награды
- Орден Почёта (2001)
- Медаль «В память 850-летия Москвы»
- Почётная грамота Совета Федерации Федерального собрания Российской Федерации.

## Память
В память о Викторе Давыдове в Челябинской области ежегодно проводятся турниры по волейболу, гандболу и турнир по шахматам.
Имя Виктора Давыдова носит проспект в Челябинске.